# Отто Лангемеєр
Отто Лангемеєр (нім. Otto Langemeyer; 20 березня 1883, Гольцмінден — 21 травня 1950, Гольмбах) — німецький офіцер, генерал авіації.

## Біографія
11 січня 1902 року вступив в Прусську армію. Учасник Першої світової війни. 30 листопада 1919 року звільнений у відставку, а наступного дня вступив у поліцію. 15 квітня 1921 року звільнився з поліції. 1 червня 1936 року вступив в люфтваффе. З 1 лютого 1939 року — керівник 4-го відділу Імперського міністерства авіації. 1 березня 1944 року відправлений в резерв ОКЛ, а 31 травня остаточно звільнений у відставку.

## Нагороди
- Залізний хрест 2-го і 1-го класу
- Королівський орден дому Гогенцоллернів, лицарський хрест з мечами (16 серпня 1917)
- Почесний хрест ветерана війни з мечами
- Медаль «За вислугу років у Вермахті» 4-го, 3-го і 2-го класу (18 років)